# Список сохранившихся произведений классической древнегреческой литературы
Список сохранившихся произведений классической древнегреческой литературы включает художественную и нехудожественную литературу, созданную от возникновения древнегреческой литературы (VIII век до н. э.) до 30 года н. э.
В список не входят:
- произведения, сохранившиеся во фрагментах (меньших, чем книга) и пересказах,
- лирические произведения, сохранившиеся в составе антологий (прежде всего это относится к эпиграммам).

Списки сочинений, включающие более 20 пунктов, должны быть представлены в отдельных статьях.
Подавляющая часть текстов сохранилась в рукописях византийского времени, что обусловило весьма неравномерную сохранность древней литературы. Ряд сочинений известен только в сирийских, армянских, арабских, еврейских переводах. Только на папирусах сохранились тексты таких авторов, как Вакхилид, Гиперид, Менандр, Герод.
См. также:
- Список сохранившихся произведений классической латинской литературы
- Список книжных утрат поздней Античности и Тёмных веков
- Список греческих писателей IV-VII веков
- Список греческих писателей VIII-XII веков
- Список греческих писателей XIII-XV веков

## Архаический период
VIII — начало V века до н. э.
- Гомер и Псевдо-Гомер.
  - «Илиада». 24 песни, 15689 строк.
  - «Одиссея». 24 песни, 12083 строки.
  - Гимны Гомера. К ранним (созданным в VII и отчасти в VI веке) относятся наиболее крупные гимны I—V.
- Гесиод из Аскры (конец VIII века до н. э.) и Псевдо-Гесиод. Кроме значительного числа фрагментов, полностью сохранились три поэмы:
  - Теогония. 1022 строки.
  - Труды и дни. 828 строк.
  - Щит Геракла. 480 строк Вероятно, VI век до н. э.
- Феогнид из Мегар. Середина VI или начало V века до н. э.
  - Сборник элегий в 2 кн., 1396 строк. (возможно, часть элегий принадлежит не Феогниду)

## Классический период
Начало V века — 320-е годы до н. э.

### Историография
- Геродот из Галикарнаса. Около 484 — около 425 до н. э.
  - «История» в 9 кн.
- Фукидид из Афин. Около 460 — около 400 до н. э.
  - «История» в 8 кн.
- Ксенофонт из Афин. Около 444 или 430 — около 354 до н. э. 14 сочинений в 36 кн.
  - «Анабасис» в 7 кн.
  - «Греческая история» в 7 кн.
  - «Воспоминания о Сократе» в 4 кн.
  - «Защита Сократа на суде» («Апология Сократа»)
  - «Домострой»
  - «Пир»
  - «Киропедия» в 8 кн.
  - «Агесилай»
  - «Гиерон, или о самовластии»
  - «Лакедемонская полития»
  - «Об обязанностях гиппарха»
  - «О коннице»
  - «Охота»
  - «О доходах»
- Псевдо-Ксенофонт («Старый олигарх»). «Афинская полития». 420-е годы до н. э.

### Философские труды
- Ксенофонт из Афин. См. выше.
- Платон из Афин.
  - см. Список сочинений Платона.
- Филипп Опунтский. Середина IV века до н. э.
  - Вероятный автор «Послезакония», приписываемого Платону.
- Аристотель из Стагиры (384—322 до н. э.) и сочинения, приписываемые Аристотелю.
  - см. Список сочинений Аристотеля

### Ораторское искусство и риторика
- Горгий из Леонтин. Около 480-около 380 до н. э.
  - Речи «Защита Паламеда» и «Похвала Елене».
- Алкидамант из Элаи в Мисии. Последняя четверть V века до н. э. Сохранились 2 речи.
  - «О софистах».
  - «Одиссей».
- Антифонт из Рамнунта. Около 480—411 до н. э. Сохранилось 15 речей.
- Андокид. Около 440-около 390 до н. э. Сохранилось 4 речи (последняя подложна).
- Лисий. Около 459-около 376 до н. э. Сохранилась 31 речь.
  - см. Список речей Лисия
- Исократ. 436—338 до н. э. Сохранилась 21 речь и 9 писем (некоторые считаются подложными).
  - см. Список сочинений Исократа
- Исей. Около 420-около 350 до н. э. Сохранилось 11 речей по делам о наследствах.
- Эсхин. 389—314 до н. э. Сохранились 3 речи.
  - «Против Тимарха».
  - «О предательском посольстве».
  - «Против Ктесифонта о венке».
- Демосфен. 384—322 до н. э. 60 речей (многие подложны) и письма.
  - см. Демосфеновский корпус
- Гиперид. Около 390—322 до н. э. Тексты 6 речей 330—320-х годов найдены на папирусах:
  - «В защиту Ликофрона».
  - «Против Филиппида».
  - «Против Афиногена».
  - «В защиту Евксениппа».
  - «Против Демосфена».
  - «В честь афинян, павших в Ламийской войне».
- Ликург Афинский. Около 396—325 до н. э. Сохранилась 1 речь.
  - «Против Леократа»
- Демад. Около 380—319 до н. э. Сохранилась 1 речь.
  - «О двенадцати годах»

Риторика:
- «Двоякие речи». Начало IV века до н. э.
- Анаксимен Лампсакский. Около 390—320 до н. э.
  - «Риторика к Александру»
- «Риторика» Аристотеля.

### Поэзия
- Пиндар из Фив. 522 или 518—442 или 438 до н. э.
  - Сохранилось 4 книги, включающие 45 од.
- Вакхилид. Около 520-около 450 до н. э.
  - Сборник эпиникиев.

### Драматургия
Всего сохранилось 44 классические пьесы.
- Эсхил. 525—456 до н. э. Сохранилось 7 трагедий. Итого в 7 пьесах 8085 стихов.
  - «Просительницы» (2-я пол. 470-х гг. или 463). 1074 стиха.
  - «Персы» (472). 1045 стихов.
  - «Семеро против Фив» (467). 1078 стихов.
  - «Агамемнон» (458). 1673 стиха.
  - «Плакальщицы» (Хоэфоры) (458). 1076 стихов.
  - «Эвмениды» (458). 1046 стихов.
  - «Прометей прикованный» (450-е гг. или 440-е гг.-посмертно). 1093 стиха.
- Софокл. 496—406 до н. э. Сохранилось 7 трагедий. Итого в 7 пьесах 10341 стих.
  - «Аякс» [биченосец] (между сер.450-х и сер.440-х гг.). 1420 стихов.
  - «Антигона» (442). 1353 стиха. 32-я драма Софокла.
  - «Трахинянки» (ок.435). 1278 стихов.
  - «Царь Эдип» (426). 1530 стихов.
  - «Электра» (ок.415). 1510 стихов.
  - «Филоктет» (409). 1471 стих.
  - «Эдип в Колоне» (406, пост.401). 1779 стихов.
- Еврипид. 484—406 до н. э. 17 трагедий, 1 сатировская драма. Итого в 18 пьесах 25039 стихов.
  - «Алькеста» (Алкестида) (438). 1164 стиха.
  - «Медея» (431). 1419 стихов.
  - «Гераклиды» (430). 1055 стихов. Возможно, сокращенная редакция.
  - «Ипполит»[, несущий венок] (428). 1466 стихов.
  - «Андромаха» (около 425—423). 1288 стихов.
  - «Гекуба» (424). 1294 стиха.
  - «Умоляющие» (около 422/420). 1234 стиха.
  - «Геракл» (около 420). 1429 стихов.
  - «Троянки» (415). 1332 стиха.
  - «Ифигения в Тавриде» (Ифигения-жрица) (414). 1499 стихов.
  - «Киклоп» (ок.414). Сатировская драма. 707 стихов.
  - «Электра» (413). 1357 стихов.
  - «Елена» (412). 1692 стиха.
  - «Ион» (между 412—408). 1622 стиха.
  - «Финикиянки» (между 411—409). 1766 стихов.
  - «Орест» (408). 1694 стиха.
  - «Вакханки» (405). 1392 стиха. (Имеются пропуски)
  - «Ифигения в Авлиде» (Ифигения-жертва) (405). 1629 стихов.
- Аристофан. Около 445—386 до н. э. Сохранилось 11 комедий.
  - «Ахарняне» (425).
  - «Всадники» (424).
  - «Облака» (423 1-я ред.). 3-я премия.
  - «Осы» (422).
  - «Мир» (421).
  - «Птицы» (414).
  - «Лисистрата» (411).
  - «Женщины на празднестве Фесмофорий» (411).
  - «Лягушки» (405).
  - «Женщины в народном собрании» (392).
  - «Богатство» (Плутос) (388).
- Псевдо-Еврипид. «Рес». Неизвестный автор IV века до н. э.

### Научная литература
- Гиппократ (460—356 до н. э.) и корпус Гиппократа. 62 сочинения.
  - см. Список сочинений Гиппократа
- Эней Тактик из Стимфала.
  - «О перенесении осады». Середина IV века до н. э.
- Псевдо-Скилак Кариандский.
  - «Перипл». Датируется 330-ми годами до н. э.

## Эллинистический период
320-е годы — 30 год до н. э.

### Историография
- Полибий из Мегалополя. Около 207—125 до н. э.
  - «Всеобщая история» в 40 кн. Сохранились кн.1-5 полностью, остальные в значительных извлечениях.

### Ораторское искусство и риторика
- Динарх. Сохранилась 1 речь полностью и 2 частично.
  - «Против Демосфена».

### Поэзия
- Феокрит.
  - Сборник из 30 идиллий, некоторые подложны.
- Каллимах. Около 310-около 240 до н. э.
  - Сборник 6 гимнов.
- Аполлоний Родосский.
  - «Аргонавтика» в 4 книгах.
- Арат из Сол. Около 310-около 245 до н. э.
  - «Явления» (сохранились 3 части поэмы из 5). 1154 строки.
- Ликофрон из Халкиды. Первая половина III века или начало II века до н. э.
  - «Александра» (монодрама). 1474 ямба.
- Никандр из Колофона. Середина II века до н. э.
  - «О действии животных ядов». 958 строк.
  - «О ядах и противоядиях». 630 строк.
- Псевдо-Скимн. Конец II века до н. э.
  - «Перипл». Написан шестистопными ямбами.
- Малые «Гомеровские гимны» (гимны VI—XXXIV). Вероятно, III—II века до н. э.
- «Золотые стихи». Вероятно, I век до н. э. 71 строка.

### Драматургия
- Менандр. 342—291 годы до н. э. На папирусах полностью найдена 1 комедия и значительные фрагменты ещё нескольких.
- Герод. 260-е годы до н. э. На папирусе найден сборник из 8 мимов.

### Труды по философии и гуманитарным наукам
- Псевдо-Аристотель.
  - «Механические проблемы».
  - «Об экономике».
  - «Рассказы о диковинах».
- Палефат. Конец IV века до н. э.
  - «О невероятном».
- Феофраст (Феофраст). Около 370 — около 285 до н. э.
  - «Исследование о растениях». 10 кн.
  - «Причины растений». Сохранились кн. 1-6 из 8.
  - «Метафизика».
  - «Характеры».
  - «О цветах» (приписывается Аристотелю).
  - «Об огне», «О камнях», «О ветрах» (или Псевдо-Феофраст), фрагменты «О движении» и «О душе» — части сочинения «О физике».
  - «Об ощущениях» — сохранившийся отрывок из «Мнений физиков».
- Аристоксен. Около 360-около 300 до н. э.
  - «Элементы гармоники».
- Антигон Каристский. Умер после 226 до н. э.
  - «Свод невероятных рассказов».
- Аполлоний-парадоксограф. II век до н. э. или III век н. э. (?)
  - «Удивительные рассказы». 51 рассказ.
- Гераклид Лемб. Середина II века до н. э.
  - «Сокращение согласно Гераклиду» (Выдержки из политий Аристотеля).
- Дионисий Фракийский. Около 170-около 90 до н. э.
  - «Искусство грамматики».
- Филодем из Гадар. Около 110-около 40 до н. э. Его сочинения найдены на папирусах из Геркуланума. Также поэт.
  - «О хорошем государе сообразно Гомеру».
  - «О смерти».
  - «О стоиках».
  - «Об Эпикуре».
  - «О свободе речи».
  - «О пороках и добродетелях».
  - «О ведении хозяйства».
  - «О гневе».
  - «О прямодушии».
  - «О богах».
  - «О благочестии» в 2 кн.
  - «О знаках».
  - «О музыке» в 4 кн.
  - «О стихах» в 5 кн.
  - «О риторике» в 6 кн.
  - «Об экономике».
- Псевдо-Тимей. I век до н. э. «О природе космоса и души».
- Псевдо-Окелл Луканский. I век до н. э. «О всей природе».

### Грекоязычная литература евреев[1]
- Септуагинта — перевод еврейской Библии (III—II века до н. э.).
- Только в греческом переводе сохранились «Книга Товит», «Книга Иудифь», «Четвёртая книга Ездры», «Первая книга Маккавеев»
- «Жизнь Адама и Евы».
- «Вторая книга Ездры». II век до н. э.
- Ясон из Кирены. Конец II века до н. э.
- «Вторая книга Маккавеев».
- «Письмо Аристея». Конец II века до н. э.
- «Премудрость Соломона». I век до н. э.
- «Третья книга Маккавеев». Конец I века до н. э.
- «Четвёртая книга Маккавеев» Вторая половина I века до н. э.
- «Молитва Манассии». Начало нашей эры.
- «Греческий апокалипсис Варуха». II век н. э.
- Иосиф и Асенет I—III в. н. э.
- Иезекиль Трагик. Трагедия «Исход». Сохранилась частично.
- Оракулы Сивилл

### Естественные науки
- Архимед из Сиракуз. 287—212 до н. э.
  - Четыре сочинения в форме писем к Досифею: «Квадратура параболы», «О фи и цилиндре» в 2 кн., «О коноидах и сфероидах», «О спиралях».
  - «О равновесии плоских фигур» в 2 кн.
  - «О механических теоремах».
  - «О плавающих телах» в 2 кн.
  - «Псаммит».
  - «О построении описанной около шара телесной фигуры с 14 основаниями». В арабском переводе.
  - «Книга лемм Архимеда». В арабском переводе.
  - «Книга Архимеда о построении круга, разделенного на 7 равных частей».
  - «Книга о касающихся кругах Архимеда».

Математика:
- Евклид. Конец IV-начало III века до н. э.
  - «Начала» в 13 кн.
  - «Оптика».
  - «Явления».
  - «Данные».
  - «Деление канона». Большая часть написана Архитом Тарентским.
  - «О делении фигур». Сохранилось в арабском переводе.
  - «Катоптрика». Приписана Евклиду, принадлежит Герону.
  - «Введение в гармонику». Приписывается Евклиду, но в ряде рукописей автором назван некий Клеонид.
- Аполлоний Пергский. Около 230-около 160 до н. э.
  - «Конические сечения» в 8 кн. Кн.1-4 сохранились в оригинале, кн.5-7 в арабском переводе.
- Гипсикл из Александрии. Начало II века до н. э.
  - Автор кн.14 «Начал» Евклида.

Астрономия:
- Автолик из Питаны. Конец IV века до н. э.
  - Сохранились небольшие трактаты «О вращающейся сфере» и «О восходах и закатах».
- Аристарх Самосский. Первая четверть III века до н. э. Сохранился 1 трактат:
  - «О расстояниях до Солнца и Луны».
- Гиппарх из Никеи. Около 190-около 125 до н. э.
  - «Комментарий к Арату и Евдоксу» в 3 кн.
- Гемин Родосский. 70-е годы до н. э.
  - «Введение в явления».

Военное дело:
- Филон Византийский. Конец III века до н. э.
  - Из сочинения «Свод механики» в 9 кн. сохранилась кн. 4: «Белопойика» (о метательных орудиях) и части ещё двух книг.
- Афиней Механик. I век до н. э.[2] (по другим датировкам, конец III века до н. э. или II век н. э.)
  - «О машинах».
- Асклепиодот. I век до н. э.
  - «Тактическое искусство».

Медицина:
- Аполлоний из Китиона. Вторая четверть I века до н. э. (современник Птолемея Авлета)
  - Комментарий к трактату Гиппократа «О членах».

## Римский период
30 год до н. э. — 330 год н. э.

### Историография
- Диодор Сицилийский. Около 90-после 21 до н. э.
  - «Историческая библиотека» в 40 кн. Сохранились полностью кн.1-5, 11-20 и извлечения из остальных книг.
- Дионисий Галикарнасский. Около 70-после 7 до н. э.
  - «Римские древности» в 20 кн. Сохранились кн. 1-11 и фрагменты остальных.
  - «О соединении слов».
  - «Письмо к Помпею».
  - «Письмо к Аммею».
  - «О древних ораторах»: «О Лисии», «Об Исократе», «Об Исее», «О Динархе».
  - «Об удивительной силе красноречия Демосфена».
  - «О стиле Фукидида».
- Иосиф Флавий. Около 37-после 100.
  - «Иудейская война» в 7 кн.
  - «Иудейские древности» в 20 кн.
  - «Против Апиона» («О древности иудейского народа») в 2 кн.
  - «Жизнь».
- Арриан. Около 95-около 175.
  - «Поход Александра» в 7 кн.
  - «Индия».
  - «Перипл Понта Евксинского».
  - «Беседы Эпиктета» в 4 кн. (первоначально в 8 кн.)
  - «Руководство Эпиктета».
  - «Наставление охотнику».
  - «Тактика».
  - «Диспозиция против аланов».
- Аппиан Александрийский. Около 100-около 170.
  - «Римская история» в 24 кн. Кн. 6-8, 11-17 сохранились полностью, фрагменты из кн.1-5, 9-10, утеряны кн.18-24
- Геродиан. Около 170-около 240.
  - «История» в 8 кн.
- Дион Кассий. Около 155-около 235.
  - «Римская история» в 80 кн. Из них книги XXXVI-LX сохранились почти полностью, книги LXI-LXXX — в значительной части, книги I—XXXV — в кратком изложении.

### Философские труды
- Николай Дамасский. Около 64-после 4 до н. э. Историк.
  - «О философии Аристотеля» не менее чем в 13 кн. Частично сохранилось в сирийском переводе.
- Псевдо-Кебет. «Картина».
- Эпиктет. Около 50-около 130. «Беседы» записаны Аррианом (см. выше)
- Марк Аврелий. 121—180.
  - «Размышления» в 12 кн.
- Аспасий. Первая половина II века.
  - Комментарий к «Никомаховой этике» Аристотеля. Сохранились комментарии к кн.1-4, 7-8, имеются лакуны.
- Секст Эмпирик. Вторая половина II века.
  - «Против учёных» в 11 кн.
  - «Пирроновы положения» в 3 кн.
- Александр Афродисийский. Середина II века — около 210. Комментатор Аристотеля.
  - «О душе» (2 кн., вторая неподлинна).
  - «О судьбе».
  - «О смешении и росте».
  - «Естественнонаучные вопросы» в 3 кн.
  - «Этические вопросы».
  - Комментарий к «Метафизике» (к кн. 1-5).
  - Комментарий к «Первой аналитике» (к кн. 1).
  - Комментарий к «Топике».
  - Комментарий к «О чувственном восприятии».
  - Комментарий к «Метеорологии».
  - Подложен комментарий к «Об опровержении софистов».

Платоники:
- Филон Александрийский. Около 20 до н. э. — около 50 н. э. Сохранились 37 сочинений.
  - см. Список сочинений Филона Александрийского
- «Герметический свод». Вероятно, I век. Включает 18 сочинений.
- Альбин. Середина II века.
  - «Введение к диалогам Платона».
- Алкиной. Вероятно, вторая половина II века.
  - «Учебник платоновской философии».
- Плотин. 204/5-270. Сохранился сборник 54 трактатов.
  - см. Эннеады
- Анатолий Лаодикийский. Умер около 282.
  - «О декаде и числах внутри неё».
- Порфирий Тирский. 232-около 304. 77 трактатов, из них сохранились:
  - Введение к «Категориям» Аристотеля.
  - Учебный диалогический комментарий к «Категориям».
  - «Подступы к умопостигаемому».
  - «О воздержании от животной пищи» в 5 кн.
  - «Жизнь Пифагора».
  - «Послание к Марцелле».
  - «Жизнь Плотина».
  - «О пещере нимф».
  - «Гомеровские вопросы».
  - Комментарий к «Гармонике».
  - «Введение в „Четверокнижие“ Птолемея».
  - «Письмо к Анебону».
  - «Смешанные разыскания».
  - «Об изваяниях».
  - Анонимный комментарий к «Пармениду». П. Адо приписывает его Порфирию.
- Александр Ликопольский. Конец III века.
  - «Против манихеев».
- Ямвлих из Халкиды в Сирии. Около 250 или 260 — около 328.
  - «Свод пифагорейских учений» в 10 кн., из которого сохранились книги: «О пифагорейской жизни», «Протрептик»; «Об общей науке математики»; «О Никомаховом введении в арифметику».
  - «О египетских мистериях».
  - Псевдо-Ямвлих. «Теологумены арифметики».

### Мифография
- Парфений из Никеи. Вторая половина I века до н. э.
  - «О любовных страстях».
- Корнут. 10-е-80-е годы.
  - «Греческое богословие».
- Гераклит-аллегорист, I век.
  - «Гомеровские аллегории» («Гомеровские вопросы»).
- Гераклит-парадоксограф, не раньше III века[3].
  - «О невероятном».
- Антонин Либерал.
  - «Метаморфозы».
- Псевдо-Аполлодор.
  - «Мифологическая библиотека» в 3 кн.
- Псевдо-Эратосфен.
  - «Катастеризмы».

### Ораторское искусство и риторика
Речи:
- Лесбонакт (англ.). Первая половина I века. Сохранились 3 речи.
- Дион Хрисостом из Прусы. Около 40 — после 112. Сохранилось 80 речей.
  - см. Список речей Диона Хрисостома
- Фаворин. Около 85 — около 155. Предполагается, что его две речи сохранились в составе речей Диона Хрисостома:
  - «Коринфская речь».
  - «О судьбе».
- Антоний Полемон из Лаодикеи. Около 97 — около 153. Сохранилось 2 декламации и сочинение по физиогномике.
- Герод Аттик. 103—179.
  - Сохранилась 1 декламация «О государстве».
- Максим Тирский. Середина II века. Сохранилась 41 речь.
  - см. Список речей Максима Тирского
- Элий Аристид. 117/129 — около 185/190. Сохранилось 55 речей и два риторических руководства.
  - см. Список речей Элия Аристида

Трактаты:
- Деметрий (или Псевдо-Деметрий). «О стиле».
- Псевдо-Деметрий Фалерский. «Об истолковании».
- Псевдо-Лонгин. I век. «О возвышенном».
- Элий Теон из Александрии (англ.). Вторая половина I века.
  - Упражнения для ораторов.
- Гермоген Тарсский. Вторая половина II века. Сохранились 5 сочинений.
- Александр (сын Нумения) (англ.). II век.
  - «О фигурах» в 2 кн.
- Апсин из Гадары (англ.). III век. Ритор.
- Менандр из Лаодикеи. III век.
  - Схолии к Демосфену и Аристиду.
  - Приписываются два трактата по риторике («Разделение торжественных речей»).
- Афтоний Антиохийский. Ритор. Конец III-начало IV века или вторая половина IV века.

### Художественная проза
- Плутарх из Херонеи. Около 45 — около 124. Сохранилось 50 жизнеописаний и 78 этических трактатов, некоторые считаются подложными.
  - См. список: Моралии (Плутарх) и Сравнительные жизнеописания
- Флегонт из Тралл. Первая половина II века.
  - «Об удивительном».
- Лукиан. Около 120-около 180. Сохранилось 85 прозаических сочинений (некоторые подложны) и эпиграммы.
  - См. Список сочинений Лукиана
- Афиней из Навкратиса.
  - «Пир мудрецов» в 30 кн., сохранилась сокращенная версия в 15 кн.
- Диоген Лаэртский. Первая половина III века.
  - «О жизни, учениях и изречениях знаменитых философов» в 10 кн.
- Филострат I. Диалог «Нерон» (приписанный Лукиану).
- Филострат Старший. Около 175-около 249.
  - «Жизнь Аполлония Тианского».
  - «Диалог о героях».
  - «Жизнеописания софистов» в 2 кн.
  - «О гимнастике».
  - Собрание вымышленных писем. См. ниже.
  - «Диалекса».
- Филострат Младший.
  - «Картины». 65 картин в 2 кн.
- Филострат IV.
  - «Картины». Третья книга.
- Каллистрат. III или IV век.
  - «Статуи».
- Клавдий Элиан.
  - «Пёстрые рассказы» в 14 кн.
  - «О природе животных» в 17 кн.

Художественная эпистолография:
- «Письма Фаларида».
- «Письма Анахарсиса». Сборник 10 писем.
- «Письма Пифагора и пифагорейцев».
- «Письма Гераклита». Сборник 9 писем.
- «Письма Фемистокла». Сборник 20 писем.
- «Письма Еврипида».
- «Письма Гиппократа». Сборник 27 писем.
- «Письма Сократа и сократиков». Сборник 37 писем.
- «Письма Хиона из Гераклеи». 17 писем. Аноним второй половины I в. н. э.
- «Письма Диогена». Сборник 51 письма.
- «Письма Кратета». Сборник 36 писем.
- «Письма Эсхина». Сборник 12 писем.
- «Письма Аполлония Тианского». Сборник 97 писем. Подлинность спорна.
- Алкифрон. II или III век.
  - Из его сборника сохранилось 123 письма в 4 кн.
- Филострат Старший (см. выше)
  - 73 любовных письма.
- Элиан. «Письма крестьян».

А также:
- Жизнеописание и сборник 231 басни Эзопа. Восходит к VI веку до н. э.

### Романы
Анонимные или псевдонимные сочинения:
- Псевдо-Каллисфен. «Жизнь и деяния Александра Великого».
- «История Аполлония Тирского».
- Диктис Критский. I век. «Дневник Троянской войны» в 6 кн. Сохранился в латинском переводе.

Авторские романы:
- Ахилл Татий.
  - «Левкиппа и Клитофонт»
- Харитон Афродисиец. Начало II века.
  - «Повесть о любви Херея и Каллирои».
- Ксенофонт Эфесский. Начало II века.
  - «Эфесская повесть, или Габроком и Антия» в 5 кн.
- Лонг. Конец II века.
  - «Дафнис и Хлоя» в 4 кн.
- Гелиодор из Эмесы. Первая половина III века.
  - «Эфиопика, или Теаген и Хариклея» в 10 кн.

### Христианская литература
- Канон «Нового Завета». Вторая половина I века.
- Апокрифические евангелия. II—III века.

«Апостольские мужи»:
- «Учение двенадцати апостолов» («Дидахе»).
- «Послание Варнавы».
- Климент Римский. Послания к коринфянам.
  - Первое послание к коринфянам.
  - Второе послание к коринфянам. (подложно)
  - Псевдо-Клементины: роман «Воспоминания» в 10 книгах (вероятно, III век) и 20 бесед.
- «Пастырь» Ерма. 140-е годы.
- Игнатий Антиохийский. 7 посланий.
- Поликарп Смирнский. Послание к филиппийцам.

Апологеты:
- Иустин Философ. Около 100—166.
  - «Первая апология».
  - «Вторая апология».
  - «Диалог с Трифоном».
  - «Послание к Диогнету».
  - «О единовластительстве».
  - «Речь к эллинам» и «Увещание к эллинам» подложны.
- Мелитон из Сард. Третья четверть II века.
  - «О Пасхе».
- Псевдо-Мелитон. «Речь к императору Антонину».
- Татиан.
  - «Речь против эллинов» (около 166—170).
- Афинагор Афинский.
  - «Прошение о христианах» (177).
  - «О воскресении мёртвых» (принадлежность спорна).
- Феофил Антиохийский. Конец II века.
  - «К Автолику» в 3 кн.
- Гермий. Конец II века.
  - «Осмеяние языческих философов».
- Ириней Лионский. Около 135-около 202.
  - «Против ересей» в 5 кн. Полностью только в латинском переводе.
  - «Доказательство апостольской проповеди».

Анонимные тексты:
- «Деяния Павла и Феклы».

Авторы III-начала IV века:
- Климент Александрийский. Около 150-около 215.
  - «Увещевание к язычникам» («Протрептик»).
  - «Педагог».
  - «Какой богатый спасётся?»
  - «Извлечения из Теодота».
  - «Извлечения из пророков».
  - «Строматы» в 8 кн.
- Ипполит Римский. Около 170—236.
  - «Опровержение всех ересей» в 10 кн.
  - «Комментарий к Книге Даниила».
  - «О Христе и Антихристе».
  - «Апостольское предание» и др.
- Ориген. 185—254.
  - «О началах» в 4 кн.
  - «Против Цельса» в 8 кн.
- Григорий Неокесарийский. Около 213-около 273.
- Мефодий Патарский. Умер в 311 году.
  - «Пир десяти дев, или О чистоте».
  - «О Симеоне и Анне».
- Пётр Александрийский. Умер в 311 году.
  - «Слово о покаянии».
- Евсевий Кесарийский. Около 265 — около 340.
  - «Против Гиерокла».
  - «Против Маркелла».
  - «Хроника». Сохранилась в латинском и армянском переводах.
  - «Церковная история» в 10 кн.
  - «О церковном богословии»
  - «История палестинских мучеников».
  - «Жизнь Константина» в 4 кн.
  - «Приготовление к Евангелию» в 15 кн.
  - «Доказательства в пользу Евангелия».
  - Комментарий на Песнь песней.
  - Комментарий на Псалмы.

### Поэзия
- Сборник «Орфические гимны». Не ранее II века н. э. 87 гимнов.
- Бабрий. Конец I-начало II в. Сборник 145 басен в 2 кн.

Героический эпос:
- Трифиодор. Вероятно, II век.
  - «Взятие Илиона».
- Квинт Смирнский. III или IV века.
  - «После Гомера». 14 песен.

Дидактический эпос:
- Дионисий Периэгет. Современник Адриана.
  - «Описание ойкумены».
- Оппиан Старший из Аназарбы. Современник Марка Аврелия.
  - «О рыбной ловле». В 5 кн.
  - «О ловле птиц». Поэма сохранилась в прозаическом переложении Евтекния.
- Оппиан Младший из Апамеи. Современник Антонина Каракаллы (210-е годы).
  - «О псовой охоте». В 4 кн.

### География
Художественная география:
- Страбон.
  - «География» в 17 кн. Завершена после 23 года н. э.
- Павсаний. 170-е годы.
  - «Описание Эллады» в 10 кн.
- Дионисий Византийский. Начало III века.
  - «Плавание по Боспору».

Нехудожественная география:
- Исидор из Харакса. «Парфянские стоянки».
- Анонимный «Перипл Эритрейского моря». I век.
- Клавдий Птолемей. См. ниже.
- Агафемер. III или IV век.
  - «Очерк географии».

### Грамматика
- Аполлоний Софист (англ.). Вторая половина I века до н. э. или I век н. э.
  - «Гомеровский лексикон».
- Трифон из Александрии (англ.). Конец I века до н. э. — начало I века н. э.
  - Сохранилось 2 сочинения.
- Эротиан (англ.). Третья четверть I века.
  - Лексикон к Гиппократу.
- Аполлоний Дискол. Вторая четверть II века. Сохранились 4 сочинения.
  - «О местоимениях».
- Зенобий (паремиограф). Современник Адриана.
  - Собрание пословиц.
- Гефестион из Александрии. Середина II века.
  - Сочинение о метрике.
- Элий Мойрис (англ.). Вторая четверть II века.
  - «Аттический словарь».
- Фриних из Вифинии. Вторая половина II века
  - «Эклога». Аттический словарь.
- Диогениан. II век.
  - Приписывается собрание пословиц.
- Валерий Гарпократион из Александрии. Середина II века.
  - «Лексикон десяти ораторов».
- Евтихий Прокл (англ.). грамматик II века.
  - Предполагаемый автор «Хрестоматии Прокла» с пересказом киклического эпоса.
- Юлий Поллукс (Полидевк) из Навкратиса. Конец II века, современник Коммода.
  - «Ономастикон» в 10 кн.
- Ахилл Татий. Возможно, конец II века.
  - Комментарий с предисловием к «Явлениям» Арата.
- Трактат, приписываемый Аммонию (англ.), возможно принадлежит Филону Библскому.
- Элий Геродиан. Жил при Марке Аврелии или в первой половине III века.
  - Сохранилось лишь 1 сочинение «Об особенны»περι μονήρους λέξεως".
  - «Общая просодия» в 20 книгах, сохранились две эпитомы.
- Аркадий из Антиохии. Около 200 года.
  - «Об ударениях» в 20 кн.
- Тимей. III век.
  - Глоссарий к Платону.

### Научная литература
- Герон Александрийский. Вторая половина I века н. э.[4] (другие датировки: III век до н. э.[5] или II-начало I века до н. э.[6]
  - «Механика» в 3 кн. Сохранилась в арабском переводе.
  - «Метрика». В арабском переводе.
  - «Геометрия».
  - «Катоптрика».
  - «Пневматика».
  - «Об автоматах».
  - «О диоптре».
  - «Белопойика».
  - «Изготовление и пропорции ручной баллисты».

#### Математика
- Никомах из Герасы. Конец I века или первая половина II века.
  - «Введение в арифметику» в 2 кн.
  - «Руководство по гармонике» в 2 кн.
- Теон Смирнский. Первая половина II века.
  - «О математических знаниях, полезных для чтения Платона».
- Диофант Александрийский. III век, прожил 84 года.
  - «Арифметика» в 13 кн., сохранились кн.1-6.
- Папп Александрийский. Начало IV века.
  - «Математика» в 8 кн. (большая часть утеряна)
  - «Комментарий к „Альмагесту“». Сохранился к книгам 5 и 6.

#### Астрономия
- Клеомед. I век (или конец I—II века).
  - «Теория круговых движений небесных тел» в 2 кн.
- Менелай Александрийский. Конец I века.
  - «Сферика» в 3 кн. Сохранилась в арабском переводе.
- Клавдий Птолемей из Александрии. Около 100-около 170.
  - «Великая математическая система астрономии» («Альмагест») в 13 кн.
  - «О фазах неподвижных звёзд и собрание их знамений». Сохранилась лишь кн.2.
  - «Готовые таблицы и расчёты».
  - «Гармоника» в 3 кн.
  - «О влиянии созвездий» («Тетрабибл») в 4 кн.
  - «Планетные гипотезы» в 2 кн. Сохранились не полностью.
  - «Руководство по географии» в 8 кн., с картами
  - «Гармоника».
  - «О критерии и ведущем начале».
  - В переводах на арабский: «Оптика» (в 5 кн., кн.1 утрачена), «Планисфера», «Аналеммы».

#### Военное искусство
- Оносандр. Середина I века.
  - «Стратегика» (или «Обязанности стратега»).
- Элиан Тактик. Первая половина II века.
  - «Теоретическая тактика» (около 110 года)
- Аполлодор из Дамаска. Начало II века.
  - «Полиоркетика».
- Полиэн. Около 100-около 170.
  - «Стратегемы» в 8 кн. (161)

#### Медицина
- Ксенократ из Афродисиады. I век до н. э. или I век н. э.
  - «О пище из водяных животных».
- Педаний Диоскорид. Середина I века.
  - «О лекарственных растениях» в 5 кн.
- Руф Эфесский. Начало II века.
  - «О названии частей человеческого тела».
- Артемидор Далдианский. Первая половина II века.
  - «Онейрокритика» («Толкование снов») в 5 кн.
- Соран Эфесский. Первая половина II века. Сохранились 3 сочинения.
  - «О женских болезнях».
- Аретей из Каппадокии. I век или вторая половина II века.
  - Сохранилось 2 сочинения в 8 кн.
- Гален из Пергама. 129—199 или около 210. Сохранилось 138 подлинных и 45 сомнительных сочинений (подсчёт Латышева).
  - см. Список сочинений Галена